# Кази Иса Саведжи
Сафи ад-Дин Кази Иса Саведжи (полное имя — Сафи ад-Дин Кази Иса ибн Шир-Уллах Жадже Ала ад-дин Мухаммед Саведжи) (1436, Саве — 1492, Карабах) — иранский садр, поэт, один из реформаторов, существовавшей при дворах байандуров.

## Биография
Он известен как ученый, казий, поэт и советник правителя Султан Ягуба (1478—1490). Кази Иса родился в 1436 году в городе Саве, в семье потомственных казиев и ученых. Начальное образование Кази Иса получил у своего отца — ученого Шир-Уллах Жадже Ала ад-дин Мухаммед Саведжи, далее он учился у Мухаммед Тебризи. Учеба у известных ученых дала Кази Иса фундаментальные знания во многих областях средневековой науки. Для получения дальнейшего образования Кази Иса ездил в страны Ближнего и Среднего Востока. Кази Иса владел арабским, персидским и тюркскими языками. Он принимал активное участие в политической жизни Ак-Коюнлу, находясь при Султан Ягубе Байандура в качестве его доверенного лица, векила и садра.
Кази Иса был широко образованным человеком, владение восточными языками позволило ему достичь глубоких познаний в области мусульманской юриспруденции, логики, богословских наук, астрономии, грамматики вышеназванных языков, художественной прозы и поэзии на этих языках.
После смерти правителя жил при дворе Султан Байсункура. При преемниках Султан Ягуба обнаружилась внутренняя слабость государства Ак-Коюнлу. В результате роста феодальной раздробленности и отсутствия прочных экономических связей между отдельными областями начались нескончаемые междоусобные распри между кочевыми феодалами. Военная знать и феодалы (беки) пытались воздвигнуть на султанский престол царевичей (ханов) из потомков Узун Хасана, чтобы тем самым косвенно управлять государством, и в итоге за четверть века после смерти Узун-Хасана сменилось десять султанов.
Историк Фазлаллах ибн Рузбихан неоднократно настаивает на своей беспристрастности, но эту претензию нельзя принимать всерьез. Он сам заявляет о своем намерении опускать факты, неприятные с точки зрения шариата. К христианам-грузинам он относится с глубочайшим фанатизмом. Его выпады против поздних Сефевидов, как они ни интересны, продиктованы нескрываемой ненавистью, как религиозной, так и политической. Крайне любопытна внезапная перемена тона в отношении первого министра Султан Ягуба, Кази Иса Саваджи, заканчивающаяся неистовым и злобным осуждением.
При султане Якубе опасную реформистскую миссию взял на себя его воспитатель и советник главный казий Сафи ал-Мулк Иса Саваджи, «… в чьей узде скакал конь государственных решений», за что и, впоследствии, поплатился головой. Скорее всего, под воздействием идей Рашид ад-дина, Сафи ал-Мулк Иса также пытался навести порядок в наследственных земельных участках — союргалах кочевых феодалов, непомерно увеличившихся к тому времени в ущерб казне и государственным землям, но повторил участь своего великого предшественника. После случайного отравления родной матерью Якуба в 1490 году, он был казнен представителями кочевой знати, лидером которой являлся главнокомандующий силами Аккоюнлу тюркский эмир Суфи Халил-бек Мосуллу-Туркман.